# Kuchurján (Rozdilna)
Kuchurján (en ucraniano: Кучурган) es un pueblo ucraniano perteneciente al óblast de Odesa. Situado en el suroeste del país, es parte del raión de Rozdilna y del municipio (hromada) de Limanske.

## Toponimia
El nombre del asentamiento en otros idiomas de importancia en el pueblo es Kuchurgán (en ruso: Кучурган; en rumano: Cuciurgan). El lugar se conocía como Estrasburgo hasta 1945 (en alemán: Straßburg; en ucraniano: Страсбург). 

## Geografía
Kuchurján está ubicada a lado del río Kuchurján al norte del embalse de Cuciurgan, justo en la frontera con Transnistria en Moldavia y 60 km al noroeste de Odesa.  

## Historia
La localidad fue establecida en 1808 como Estrasburgo por alemanes católicos inmigrantes de Alsacia al valle del Kuchurján, luego parte del Imperio ruso. En 1865, el lugar recibió una conexión ferroviaria mediante la construcción de la estación de tren al norte de la actual línea ferroviaria Rozdilna-Iași.
En julio de 1919, durante la guerra civil rusa, los habitantes de las colonias de Baden y Estrasburgo se unieron al levantamiento antibolchevique de Akarzhán, provocado por la distribución de alimentos y la movilización forzada al Ejército Rojo.Entre 1923 y 1939, Kuchurján fue parte del raión alemán de Selz.
El terremoto de 1940 causó graves daños a Estrasburgo. El pueblo recibió su actual nombre en 1944 luego de que los últimos alemanes residentes fueran expulsados por las tropas soviéticas.
El 12 de septiembre de 1967, el antiguo pueblo de Ocheretivka (antes, Baden) pasó a formar parte de Kuchurján.
El periodista ucraniano del 24 Kanal, Volodímir Runets, informó en marzo de 2016 que a los escolares de Kuchurján se les enseñaba antiamericanismo y que la mayoría de los aldeanos "odian a los patriotas ucranianos".

## Demografía
La evolución de la población de Kuchurján entre 1808 y 2029 fue la siguiente:
| 261                                                           | 1155 | 1889 | 2070 | 1915 | 3454 | 3306 | 3322 | 3700 |
| (Fuente: Cities & Towns of Ukraine y UKRAINE: Größere Städte) |      |      |      |      |      |      |      |      |

Según el censo de 2001, la lengua materna de la mayoría de los habitantes, el 52,68%, es el ruso; del 43,35%, el ucraniano; y el rumano del 3,04%.

## Infraestructura

### Arquitectura, monumentos y lugares de interés
La mayor parte del edificio moderno de la casa de la cultura local son los restos de la iglesia católica de San José, que fue construida en 1863 para los colonos alemanes de Estrasburgo. 

### Transporte
Kuchurján es el lugar del ferrocarril que conecta Ucrania y Moldavia mediante Tiráspol y Odesa. Por aquí también pasa las carreteras P33 y T 1618.